# Timo Güller
Timo Güller, né le 6 juin 1994, est un coureur cycliste suisse.

## Biographie
Timo Güller commence le cyclisme en compétition en 2010, au sein du RV Helvetia Sulz. Il est ensuite membre de la BH Cycling Team de 2012 à 2014. En 2015, il intègre l'équipe élite Hörmann.
Au cours de la saison 2016, il se classe troisième du championnat de Suisse du contre-la-montre espoirs.

## Palmarès
- 2016
  - 3e du championnat de Suisse du contre-la-montre espoirs
- 2018
  - 2e de l'Enfer du Chablais